# Final Fantasy VII Remake
Final Fantasy VII Remake ist ein Action-Rollenspiel aus dem Jahr 2020, das von Square Enix entwickelt und veröffentlicht wurde. Es ist der erste Teil einer geplanten Trilogie von Spielen, die das PlayStation-Spiel Final Fantasy VII von 1997 neu auflegen. Das Spiel spielt in der dystopischen Cyberpunk-Metropole Midgar und der Spieler steuert den Söldner Cloud Strife. Er schließt sich AVALANCHE an, einer Öko-Terroristengruppe, die versucht, den mächtigen Megakonzern Shinra davon abzuhalten, die Lebensessenz des Planeten als Energiequelle zu nutzen. Das Gameplay kombiniert Action- mit Strategie- und Rollenspielelementen.

## Spielprinzip
Final Fantasy VII Remake ist das erste in einer geplanten Reihe von Spielen, die das PlayStation-Spiel Final Fantasy VII von 1997 neu auflegen. Es umfasst den ersten Teil des Originalspiels, der in der Metropole Midgar spielt. Der Spieler steuert Cloud Strife, einen ehemaligen Shinra-Soldaten, der sich als Söldner der Öko-Terroristengruppe AVALANCHE anschließt, um die Shinra Corporation zu bekämpfen, die die Lebensenergie des Planeten abzapft. Jedes Element wurde neu gestaltet, wobei Echtzeit-Polygon-Grafiken im Gegensatz zu den vorgerenderten Umgebungen des Originals verwendet wurden. Die Geschichte enthält wichtige Erweiterungen der Charakterentwicklung und einige bemerkenswerte Ergänzungen der Handlung.
Erkundung und Kampfmechanik finden wie in Final Fantasy XV in Echtzeit statt. Das Spiel verfügt über ein gegenüber dem Original verändertes Active Time Battle (ATB)-System, das sich langsam auffüllt oder durch Angriffe schneller gefüllt werden kann. Sobald sie gefüllt ist, kann der Spieler die Aktion anhalten und Spezialfähigkeiten wie Magie, Gegenstände und besondere Bewegungen einsetzen. Der Spieler kann diese Spezialfähigkeiten Tastenkombinationen zuweisen, die es ihm ermöglichen, in Echtzeit zu spielen, ohne das Spiel zu unterbrechen. Jede Spezialfähigkeit verbraucht ein Segment der ATB-Leiste. Der Spieler kann während des Kampfes jederzeit zwischen den Gruppenmitgliedern wechseln. Jedes Gruppenmitglied hat seine eigenen individuellen Fähigkeiten, wie z. B. Clouds Nahkampfangriffe und Barrets Fernangriffe. Die Spieler können Magie und Beschwörungen großer Kreaturen einsetzen, und eine Limit-Break-Anzeige ermöglicht es den Charakteren, stärkere Angriffe auszuführen, sobald sie aufgeladen sind. Obwohl das Spiel mehr Echtzeit-Elemente enthält, gibt es immer noch strategische Elemente, wie z. B. die Auswahl von Waffen und Magie für jeden Charakter, die er einsetzen kann.

## Geschichte
Cloud Strife ist ein ehemaliges Mitglied von SOLDAT, den Elitekriegern der Shinra Electric Power Company. Shinra nutzt Mako, eine verfeinerte Form der spirituellen Energie des Planeten, die von riesigen Reaktoren geerntet wird, um die Metropole Midgar mit Energie zu versorgen und Spitzentechnologie zu entwickeln. Enttäuscht von Shinra und auf Bitten seiner Jugendfreundin Tifa Lockhart nimmt Cloud einen Söldnerjob für Avalanche an, eine Öko-Terror-Organisation, die von Barret Wallace angeführt wird. Barret ist der Meinung, dass übermäßiger Mako-Abbau dem Planeten schadet und leitet einen Bombenanschlag auf einen Mako-Reaktor. In der Folge wird Cloud von Erinnerungen an Sephiroth, einem rätselhaften ehemaligen SOLDAT-Mitglied, heimgesucht und lernt die Floristin Aerith Gainsborough kennen. Seltsame geisterhafte Wesen, die Cloud im Laufe des Spiels abwechselnd helfen und behindern, führen dazu, dass er für einen weiteren Angriff rekrutiert wird. Cloud trifft Aerith wieder und beschützt sie vor den Shinra-Kräften. Nachdem sie sich mit Tifa wieder getroffen haben, erfährt das Trio, dass Shinra plant, ein Stück der „Platte“ auf die Slums von Sektor 7 fallen zu lassen. Avalanche gelingt es nicht, Shinras Plan zu verhindern, und die Platte stürzt ein. Aerith hilft dem Großteil der Bevölkerung und Barrets Tochter Marlene, rechtzeitig zu evakuieren, wird aber von Shinra gefangen genommen.
Cloud, Tifa und Barret infiltrieren das Shinra-Hauptquartier und retten Aerith davor, von dem Shinra-Wissenschaftler Hojo als Experiment benutzt zu werden. Sie enthüllt, dass sie die letzte Nachfahrin der Cetra ist, einer fast ausgestorbenen Vorläuferrasse, die in einem „Gelobten Land“ lebte, das Shinra wegen seiner grenzenlosen Mako-Reserven begehrt. Die Gruppe trifft auf eine sprechende wolfsähnliche Kreatur namens Red XIII, die erklärt, dass die geisterhaften Wesen Moiren genannt werden. Sie existieren, um sicherzustellen, dass der Lauf des Schicksals nicht verändert wird, indem sie jede Abweichung von diesem Lauf korrigieren. In der Zwischenzeit infiltriert Sephiroth Shinra und stiehlt ein geheimnisvolles Wesen namens „Jenova“, das mit der Auslöschung der Cetra in Verbindung steht. Bei einer Konfrontation auf dem Dach des Shinra-Hauptquartiers ermordet Sephiroth den Präsidenten von Shinra. Shinras Sohn Rufus übernimmt die Kontrolle über das Unternehmen und kämpft gegen Cloud, wird aber besiegt. Cloud und seine Verbündeten fliehen über den Midgar Expressway, finden aber am Ende Sephiroth, der auf sie wartet. Nachdem sie Moiren Bosse besiegt haben, ein Wesen, das aus einer Verschmelzung von mehreren Moiren besteht, kämpft Clouds Gruppe gegen Sephiroth. Sephiroth trennt Cloud von der Gruppe und fordert ihn auf, sich ihm anzuschließen und dem Schicksal zu trotzen. Cloud weigert sich und kämpft gegen Sephiroth, wird aber besiegt, obwohl Sephiroth ihn verschont und verschwindet. Während Clouds Gruppe Midgar verlässt, um Sephiroth aufzuhalten, besiegt SOLDAT Zack Fair eine Armee von Shinra-Kämpfern und reist mit Cloud nach Midgar.
Intergrade fügt zusätzliche Endszenen hinzu, die zeigen, wie Cloud und seine Gruppe nach einer Fahrt mit Chocobo Bill im Dorf Kalm ankommen und wie Zack auf der Suche nach Aerith die Kirche in Sektor 5 betritt. Kurz nach der Bombardierung von Mako-Reaktor 5 trifft Yuffie Kisaragi, ein Ninja, der für Wutai arbeitet, in Midgar ein und trifft sich mit ihrem Partner Sonon Kusakabe, um die „Ultimative Materie“ von Shinra zu stehlen. Mit Hilfe einer lokalen Avalanche-Zelle infiltrieren Yuffie und Sonon das Labor unter dem Shinra-Hauptquartier und kämpfen sich durch Shinras Streitkräfte, bevor sie entdecken, dass die Ultimative Materie noch nicht vollständig ist. Als sie versuchen zu entkommen, werden sie von einem Shinra-Supersoldaten namens Nero konfrontiert. Sonon ist ihm unterlegen und opfert sich, um Yuffie die Flucht zu ermöglichen. Sie verlässt das Shinra-Hauptquartier gerade noch rechtzeitig, um zu sehen, wie die Platte von Sektor 7 fällt. Einige Zeit später hat Yuffie Midgar verlassen und denkt darüber nach, dass sie ein Team braucht, das ihr hilft, ihren Wunsch zu erfüllen, Shinra zu Fall zu bringen.

## Entwicklung
Final Fantasy VII wurde von Square für die PlayStation-Konsole entwickelt und 1997 veröffentlicht. Zu den Mitarbeitern gehörten Produzent, Co-Autor und Serienschöpfer Hironobu Sakaguchi, Regisseur und Co-Autor Yoshinori Kitase, Künstler Yusuke Naora, Charakterdesigner und Co-Autor Tetsuya Nomura und Autor Kazushige Nojima. Das Spiel war ein kritischer und kommerzieller Erfolg und etablierte die Final-Fantasy-Reihe als ein bedeutendes Franchise. Es wurde durch das Multimedia-Projekt Compilation of Final Fantasy VII erweitert, das zusätzliche Spiele, Filme und andere Medien umfasste.
Anfang der 2000er Jahre kündigte Square neben Final Fantasy VIII und Final Fantasy IX ein Remake für die PlayStation 2 an, aber man hörte nichts mehr von dem Projekt. Es wurde aufgegeben, weil die Entwicklung auf der neuen Hardware eine größere Herausforderung darstellte und inhaltliche Kürzungen erforderlich gemacht hätte. Die Mitarbeiter waren mit der Entwicklung von Final Fantasy XIII und seinen Fortsetzungen beschäftigt, und das Remake wäre ein ebenso großes oder noch größeres Projekt gewesen, das sich nur schwer zur gleichen Zeit hätte realisieren lassen. Nach dem Ende der XIII-Reihe konnte sich das Team anderen Projekten widmen. Kitase behauptet, dass er seit XIII mehrfach gefragt wurde, ob er dieses Spiel entwickeln wolle. Co-Director Naoki Hamaguchi war ursprünglich nur ein Fan des Spiels und freute sich über seine Aufnahme in das Kernentwicklungsteam. Die Nachfrage nach einem Remake wuchs nach einer technischen Demo für die PlayStation 3 auf der Electronic Entertainment Expo 2005, in der die Eröffnung von Final Fantasy VII mit der neuen Crystal Tools-Engine von Square gezeigt wurde. Eine weitere Nachfrage kam während des bevorstehenden zehnjährigen Jubiläums des Spiels im Jahr 2007 auf. Bei beiden Gelegenheiten dementierte Square, dass ein Remake in Entwicklung sei, unter anderem mit der Begründung, dass man sich auf neue Spiele konzentriere, dass man Elemente herausschneiden müsse, um ein Remake handhabbar zu machen, dass es schwierig sei, für moderne Hardware zu entwickeln, und dass es viel Entwicklungszeit erfordern würde.
Das Remake-Projekt begann, als Final-Fantasy-Produzent Shinji Hashimoto das Thema bei Kitase, Nojima und Nomura ansprach. Alle drei erreichten einen Lebensabschnitt, den sie als „dieses Alter“ bezeichneten: Sie waren der Meinung, dass sie, wenn sie noch länger warteten, vielleicht nicht mehr leben würden oder zu alt wären, um ein Remake zu entwickeln, und dass es sich nicht richtig anfühlte, das Projekt an eine neue Generation weiterzugeben. Ein weiterer Grund für die Entwicklung des Remakes war, dass Square Enix eine wachsende Bibliothek von PlayStation-4-Titeln erstellte, und das Team hoffte, die Popularität der Konsole zu steigern. Nomura wurde zu seiner eigenen Überraschung zum Regisseur ernannt, als beschlossen wurde, das Remake zu entwickeln, aber er war zu dieser Zeit mit der Entwicklung des Videospiels Kingdom Hearts III beschäftigt.

## Musik
Der Soundtrack des Spiels besteht in erster Linie aus Bearbeitungen von Stücken, die Nobuo Uematsu für das ursprüngliche Final Fantasy VII geschrieben hat, mit Originaltiteln von mehreren anderen Serienveteranen wie Masashi Hamauzu und Mitsuto Suzuki. Uematsu steuerte einen neuen Titel bei: den Titelsong des Spiels, „Hollow“. Es war das erste Mal, dass Uematsu und Kitase seit Final Fantasy X (2001) zusammenarbeiteten, wobei Kitase anfangs glaubte, Uematsu würde sich weigern, da er Square Enix längst verlassen hatte und als unabhängiger Komponist erfolgreich war. Nomura wollte, dass Hollow" den Gemütszustand von Cloud widerspiegelt; er wollte, dass es ein Rocksong mit männlichem Gesang und einem Bild von "Regen" ist. Auch Hamauzu fühlte sich geehrt, die Musik an der Seite von Uematsu zu schreiben, da er im Originalspiel zum ersten Mal mit der Serie in Berührung kam. Suzuki erklärte, dass die Themen für Wall Market, Honeybee Inn und Midgar Highway zu seinen Lieblingsbeiträgen gehörten.
Das Remake verwendet adaptive Musik in seinem Gameplay, wobei mehrere Arrangements eines bestimmten Titels gleichzeitig gespielt werden, die mit den Aktionen des Spielers ein- und ausgeblendet werden, z. B. beim Betreten oder Verlassen eines Kampfes. Die Arrangements ändern sich auch innerhalb eines Kampfes, je nach den Emotionen, die die Entwickler dem Spieler von Moment zu Moment vermitteln wollten. Da die Zwischensequenzen im Remake mit gesprochenen Dialogen unterlegt sind, musste das Soundteam einige Tracks neu arrangieren, um diese Änderung zu berücksichtigen, wobei jedoch darauf geachtet wurde, die Originalmelodien beizubehalten.

## Rezeption
Final Fantasy VII Remake erhielt laut dem Review-Aggregator Metacritic „allgemein positive“ Kritiken, wobei die Kritiker die Treue zum Originalspiel lobten. Tamoor Hussain von GameSpot stellte fest, dass Remake zwar nur der erste Teil einer vollständigen Neuinterpretation des Originalspiels sei, aber „reich an Details, die zuvor unerforscht waren, setzt neue erzählerische Ambitionen mit Zuversicht um und präsentiert neue Perspektiven, die sich sowohl sinnvoll als auch wesentlich anfühlen.“ Er fasst zusammen, dass es „eine kleinere, persönlichere Final-Fantasy-7-Geschichte erzählt und diese mit einer intelligenten Mischung aus Action und RPG-Gameplay verbindet, um ein unverzichtbares Spielerlebnis zu bieten“. Tom Marks von IGN nennt das Spiel eine „komplette Neuerfindung“ und lobt das Kampfsystem. Eurogamer schätzt das Remake ebenfalls sehr und hält es sogar für besser als den Originaltitel.

## Zweiter Teil
Der zweite Teil des Remake-Projekts heißt Final Fantasy VII Rebirth.